# Fold

fold — команда Unix, используемая для того, чтобы сделать файл с длинными строками более читаемым на компьютерном терминале с ограниченной шириной экрана путем выполнения переноса строк.
Большинство терминалов Unix имеют ширину экрана по умолчанию 80, поэтому чтение файлов с длинными строками может раздражать. Команда fold помещает перевод строки через каждые X символов до начала новой строки. Если установлен аргумент -w, команда fold позволяет пользователю установить максимальную длину строки.
Отсутствует поддержка Юникода — применение команды приводит к разрыву многобайтных символов (в т. ч. русских букв).

## История
fold является частью Руководства по переносимости X / Open Portability Guide с четвёртого выпуска 1992 года. Он был унаследован от первой версии POSIX.1 и Single Unix Specification. Впервые команда появилась в 1BSD 1977 года.
Версия fold в составе GNU coreutils была написана Дэвидом Маккензи.

## Пример
Приведём пример. Необходимо свернуть файл с именем file.txt, так, чтобы он содержал максимум 50 символов в строке. Для этого можно выполнить следующую команду:
```
fold -w 50 file.txt
```

- file.txt:

```
Lorem ipsum dolor sit amet, consectetuer adipiscing elit. Curabitur dignissim
venenatis pede. Quisque dui dui, ultricies ut, facilisis non, pulvinar non,
purus. Duis quis arcu a purus volutpat iaculis. Morbi id dui in diam ornare
dictum. Praesent consectetuer vehicula ipsum. Praesent tortor massa, congue et,
ornare in, posuere eget, pede.
```

- output:

```
Lorem ipsum dolor sit amet, consectetuer adipiscin
g elit. Curabitur dignissim
venenatis pede. Quisque dui dui, ultricies ut, fac
ilisis non, pulvinar non,
purus. Duis quis arcu a purus volutpat iaculis. Mo
rbi id dui in diam ornare
dictum. Praesent consectetuer vehicula ipsum. Prae
sent tortor massa, congue et,
ornare in, posuere eget, pede.
```

## Рекомендации
1. printf — Commands & Utilities Reference, The Single UNIX Specification, Issue 7 from The Open Group
2. cmp(1) — FreeBSD General Commands Manual
3. https://linux.die.net/man/1/fold Архивная копия от 12 апреля 2021 на Wayback Machine